# Alain Gautier
Pour les articles homonymes, voir Gautier.
Alain Gautier, né le 8 mai 1962 à Lorient, est un navigateur français.
Il est connu pour avoir remporté le Vendée Globe 1992-1993.

## Carrière
Il dirige l'entreprise Lanic Sport Developpement, fondée en 1989, spécialisée dans la préparation et l'assistance aux équipes de courses au large, dont celles Ellen MacArthur en 1999, et Isabelle Joschke en 2019.

## Parcours
Alors âgé de 18 ans, il participe pour la première fois en 1980 à la Solitaire du Figaro. Il remporte cette course en solitaire en 1989.
En 1989, il participe à la première édition du Vendée Globe à bord de Generali Concorde, après plusieurs problèmes techniques, il franchit la ligne d'arrivée aux Sables-d'Olonne à la sixième position. Quatre ans plus tard, il remporte la course autour du monde à bord de Bagages Superior.
Aux côtés de Jimmy Pahun, il remporte en 1996 la Transat AG2R à bord de Brocéliande,.
En duo avec Ellen MacArthur, il monte sur la deuxième marche du podium de la Transat Jacques Vabre 2001 à bord de Foncia.
En 2004, il laisse la barre à Armel Le Cléac'h mais reste le directeur du Team Foncia. En 2006, il reprend la barre du trimaran pour la Route du Rhum à la suite du chavirage du trimaran pendant la Transat Jacques-Vabre, il termine à la septième position à l'arrivée à Pointe-à-Pitre.
Depuis 2007, il navigue sur un catamaran surpuissant, le Décision 35, destiné aux eaux du lac Léman.
En 2008, il rejoint l'équipe Alinghi pour préparer le défi de la Coupe de l'America,.

## Palmarès
- 1983 :
  - 4e de La Baule-Dakar en équipage avec Loïck Peyron [13]
- 1987 :
  - 6e de la Solitaire du Figaro, vainqueur de la dernière étape[14]
- 1989 :
  - Vainqueur de la Solitaire du Figaro
  - 6e du Vendée Globe sur Generali Concorde
- 1990 :
  - 2e du BOC Challenge sur Generali Concorde[15]
- 1991 :
  - Vainqueur de La Baule-Dakar (en monocoque) sur Fleury-Michon X[15]
- 1992 :
  - Vainqueur du Vendée Globe en 110 jours sur Bagages Superior
- 1994 :
  - 4e de la Route du Rhum[16] sur Bagages Superior
- 1996 : 
  - Vainqueur de la Transat AG2R avec Jimmy Pahun sur Broceliande
- 1998 : 
  - 2e de la Route du Rhum sur Brocéliande
- 1999-2001 :
  - Gagne plusieurs Grands Prix avec le trimaran Foncia (dont le Challenge Mondial Assistance Cherbourg-Tarragone le 23/05/2001)
- 2001:
  - 2e de la Transat Jacques Vabre avec Ellen MacArthur sur Foncia.
- 2003 :
  - 2e de la Solitaire du Figaro[17].
  - 9e de la Transat Jacques-Vabre
- 2006 : 
  - 7e de la Route du Rhum sur l'ORMA Foncia.